# Dragan Skocic
Dragan Skocic (Rijeka, 3 de setembre de 1968) és un exfutbolista i entrenador croat.
Com a jugador, ocupava la posició de migcampista. Va destacar a l'equip de la seua ciutat natal, el Rijeka. A mitjans de la temporada 91/92 arriba a la lliga espanyola per jugar primera amb la UD Las Palmas i després a la SD Compostela. El 1996 va retornar al seu país, per militar un any al Rijeka abans de penjar les botes. La seua carrera com a entrenador s'inicia el 2005 fent-se càrrec del Rijeka Croatia. Posteriorment, ha dirigit al Interblock Slovenia i Al Arabi Kuwait.